# Don't Break the Oath
Don't Break the Oath drugi je studijski album danskog heavy metal-sastava Mercyful Fate. Diskografska kuća Roadrunner Records objavila ga je 7. rujna 1984.

## O albumu
Pjesme na Don't Break the Oathu stilski se odlikuju mješavinom heavy metala s elementima progresivnoga rocka, tekstovi pjesama govore o Sotoni i okultizmu, a vokalni je stil pjevača Kinga Diamonda teatralan i u falsetu. Iako su stihovi pjesama iznimno utjecali na buduće black metal-sastave, sama glazba više podsjeća na tradicionalni heavy metal. Album je remasteriran i ponovno objavljen 1997., a objavila ga je diskografska kuća Roadrunner Records. To reizdanje sadrži i pjesmu "Death Kiss (Demo)". Metal Rules proglasio ga je najboljim albumom ekstremnog metala svih vremena.

## Popis pjesama
Tekstovi: King Diamond. 
| 1. | »A Dangerous Meeting«  | Hank Shermann            | 5:10 |
| 2. | »Nightmare«            | Shermann                 | 6:19 |
| 3. | »Desecration of Souls« | Shermann, Michael Denner | 4:54 |
| 4. | »Night of the Unborn«  | Shermann                 | 4:59 |

| Strana B | Strana B                                   | Strana B        | Strana B | Strana B | Strana B | Strana B | Strana B | Strana B | Strana B |
| Br.      | Skladba                                    | Skladatelj      | Trajanje |          |          |          |          |          |          |
| -------- | ------------------------------------------ | --------------- | -------- | -------- | -------- | -------- | -------- | -------- | -------- |
| 5.       | »The Oath«                                 |                 | 7:31     |          |          |          |          |          |          |
| 6.       | »Gypsy«                                    | Denner, Diamond | 3:08     |          |          |          |          |          |          |
| 7.       | »Welcome Princess of Hell«                 | Shermann        | 4:03     |          |          |          |          |          |          |
| 8.       | »To One Far Away« (instrumentalna skladba) | Denner, Diamond | 1:31     |          |          |          |          |          |          |
| 9.       | »Come to the Sabbath«                      | Diamond         | 5:19     |          |          |          |          |          |          |
| 42:54    |                                            |                 |          |          |          |          |          |          |          |

| Bonus pjesme na reizdanju iz 1997. | Bonus pjesme na reizdanju iz 1997. | Bonus pjesme na reizdanju iz 1997. | Bonus pjesme na reizdanju iz 1997. | Bonus pjesme na reizdanju iz 1997. | Bonus pjesme na reizdanju iz 1997. | Bonus pjesme na reizdanju iz 1997. | Bonus pjesme na reizdanju iz 1997. | Bonus pjesme na reizdanju iz 1997. | Bonus pjesme na reizdanju iz 1997. |
| Br.                                | Skladba                            | Trajanje                           |                                    |                                    |                                    |                                    |                                    |                                    |                                    |
| ---------------------------------- | ---------------------------------- | ---------------------------------- | ---------------------------------- | ---------------------------------- | ---------------------------------- | ---------------------------------- | ---------------------------------- | ---------------------------------- | ---------------------------------- |
| 10.                                | »Death Kiss« (demo)                | 4:30                               |                                    |                                    |                                    |                                    |                                    |                                    |                                    |
| 47:24                              |                                    |                                    |                                    |                                    |                                    |                                    |                                    |                                    |                                    |

## Zasluge
| Mercyful Fate - King Diamond – vokal, prateći vokal, klavijature, čembalo - Hank Shermann – solo-gitara - Michael Denner – solo-gitara - Timi G. Hansen – bas-gitara - Kim Ruzz – bubnjevi | Ostalo osoblje - Niels Erik Otto – inženjer zvuka - Jeff Daniel – produkcija (reizdanje) - Bill "Zebub" Turjancik – produkcija (asistent) - Olé Bang – fotografije - Thomas Holm – naslovnica - Bjarne Vang – fotografije - Henrik Lund – produkcija, inženjer zvuka |